# Rasbojna-Gletscher
Der Rasbojna-Gletscher (bulgarisch ледник Разбойна lednik Rasbojna) ist ein 6 km langer und 2,5 km breiter Gletscher im westantarktischen Ellsworthland. In den Petvar Heights der südöstlichen Sentinel Range im Ellsworthgebirge fließt er nördlich des Drama-Gletschers, östlich des Kornicker-Gletschers und südlich des unteren Abschnitts des Thomas-Gletscher von den nördlichen Hängen des Bagra Peak in nordöstlicher Richtung, um das Gebirge nördlich des Long Peak zu verlassen.
US-amerikanische Wissenschaftler kartierten ihn 1988. Die bulgarische Kommission für Antarktische Geographische Namen benannte ihn 2012 nach Ortschaften im Nordosten und Südosten Bulgariens.